# Emilce Sosa
Pour les articles homonymes, voir Sosa.
Emilce Sosa est une joueuse argentine de volley-ball née le 11 septembre 1987 à Ibarreta (Formosa). Elle mesure 1,78 m et joue au poste de centrale. Elle totalise 123 sélections en équipe d'Argentine.

## Biographie
Elle est mariée à la volleyeuse Milka Silva.

## Clubs
| Club                               | De        | À         |
| ---------------------------------- | --------- | --------- |
| Olímpico de Freyre                 | 2005-2006 | 2005-2006 |
| Instituto Atlético Central Córdoba | 2006-2007 | 2006-2007 |
| Club Atlético Boca Juniors         | 2007-2008 | 2010-2011 |
| CSM Bucureşti                      | 2011-2012 | 2011-2012 |
| CS Ştiinţa Bacău                   | 2012-2013 | 2013-2014 |
| Rio do Sul                         | 2014-2015 | 2015-2016 |
| Esporte Clube Pinheiros            | 2016-2017 | 2016-2017 |
| São Caetano                        | 2017-2018 | 2017-2018 |
| Brasília Vôlei                     | 2018-2019 | …         |

## Palmarès

### Équipe nationale
- Championnat d'Amérique du Sud
  - Finaliste : 2009, 2013.

### Clubs
- Championnat de Roumanie
  - Vainqueur : 2013, 2014.
- Coupe de Roumanie
  - Vainqueur : 2013.